# Lievikové pleso
Lievikové pleso bylo pleso ve Vysokých Tatrách na Slovensku na dně Lievikového kotle ve Skalnaté dolině. Mělo rozlohu 0,0135 ha, bylo 18 m dlouhé a 10 m široké. Leželo v nadmořské výšce 1763 m.

## Pobřeží
Západně od plesa se zvedá Lomnický hřeben zakončený Lomnickým štítem. Východně od štítu je Skalnatá dolina zakončená Vidlovým hřebenem s Kežmarským a Huncovským štítem.

## Vodní režim
Pleso zaniklo po roce 1880, přičemž na mapách se objevovalo do roku 1920. V místě, kde se pleso nacházelo, zůstala zelená loučka, kterou protéká Skalnatý potok, který však v období sucha vysychá.

## Přístup
Přístup je možný s horským vůdcem v rámci cesty na Kežmarský štít, která před začátkem stoupání na hřeben k Huncovskému sedlu prochází přes loučku, kde se pleso nacházelo.